# Palais Vidoni Caffarelli

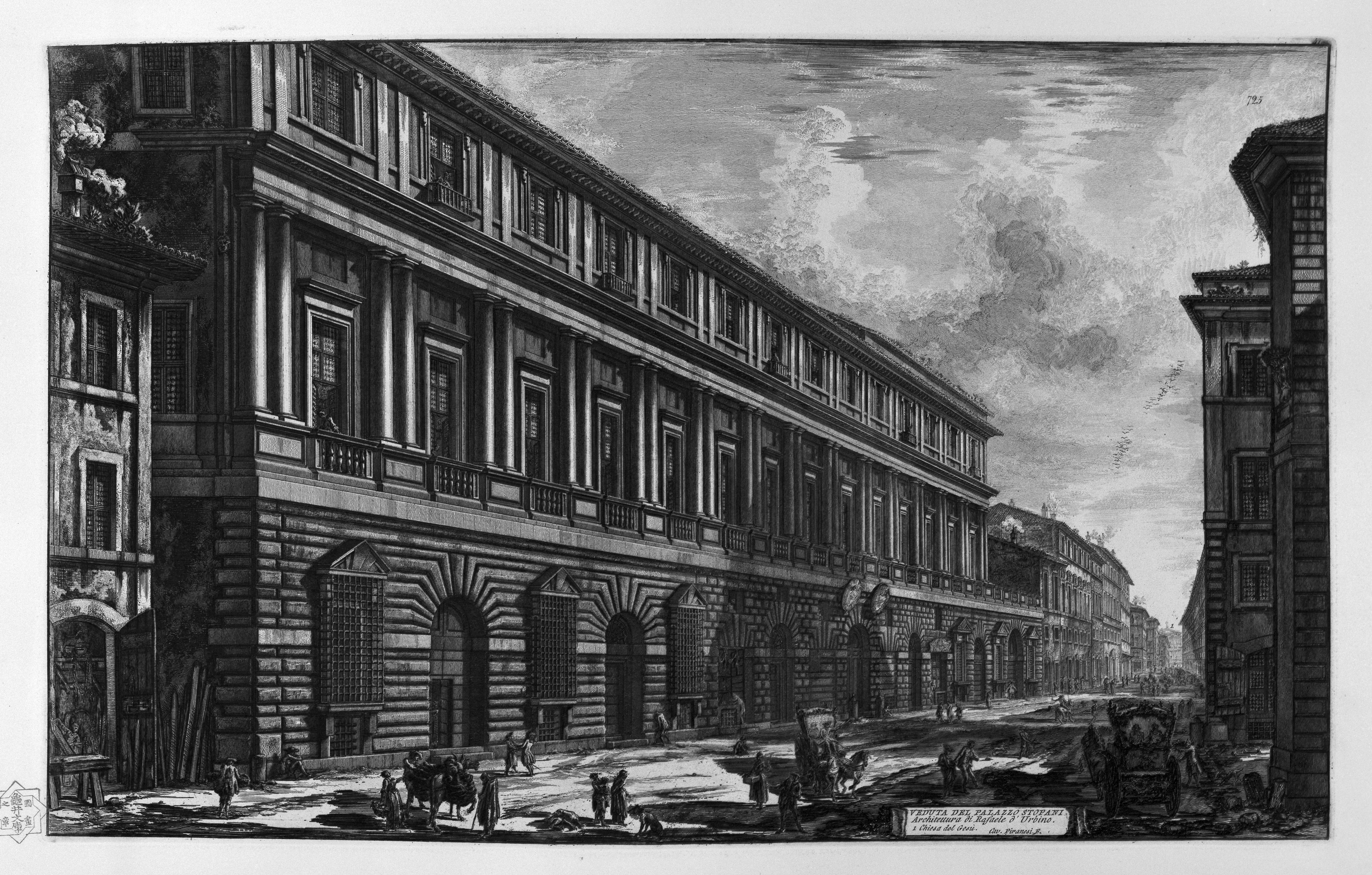
Le palais de la via del Sudario dans une gravure par Giovanni Battista Piranesi, qui montre le bâtiment, déjà agrandi

Le Palazzo Vidoni Caffarelli est un palais du centre de Rome, situé entre la Via del Sudario, la Piazza Vidoni, et le Corso Vittorio Emanuele.
Il s'agit d'un des plus anciens palais de la Renaissance et, en particulier, l'un des rares existant encore, quoique modifié et agrandi. Il a été bâti dans les premières décennies du XVIe siècle, à l'époque de Bramante et Raphaël, selon le prototype du Palazzo Caprini.

## Histoire
Même s'il est attribué depuis longtemps au seul Raphaël il semble que son fidèle élève, Lorenzo Lotti appelé Lorenzetto, ait pris part également au projet.
Le palais a été construit entre 1515 et 1536 pour Bernardino Caffarelli, en intégrant des bâtiments préexistants appartenant à une grande propriété de famille dans le rione Sant'Eustachio. La façade du bâtiment d'origine correspond aujourd'hui à une partie de celle située sur la via del Sudario. L'élévation de l'étage supérieur et les grandes extensions du bâtiment, en fait, appartiennent aux étapes ultérieures de la construction.
Au XVIIIe siècle, le bâtiment, après plusieurs destinations est devenu la propriété du cardinal Vidoni (d'où le nom actuel), qui l'a amplifié. Plus tard il a appartenu à la famille Giustiniani Bandini, à la date de sa dernière extension en 1886, à la suite de l'ouverture de Corso Vittorio Emanuele II. La façade principale s'ouvre aujourd'hui sur le Corso. 

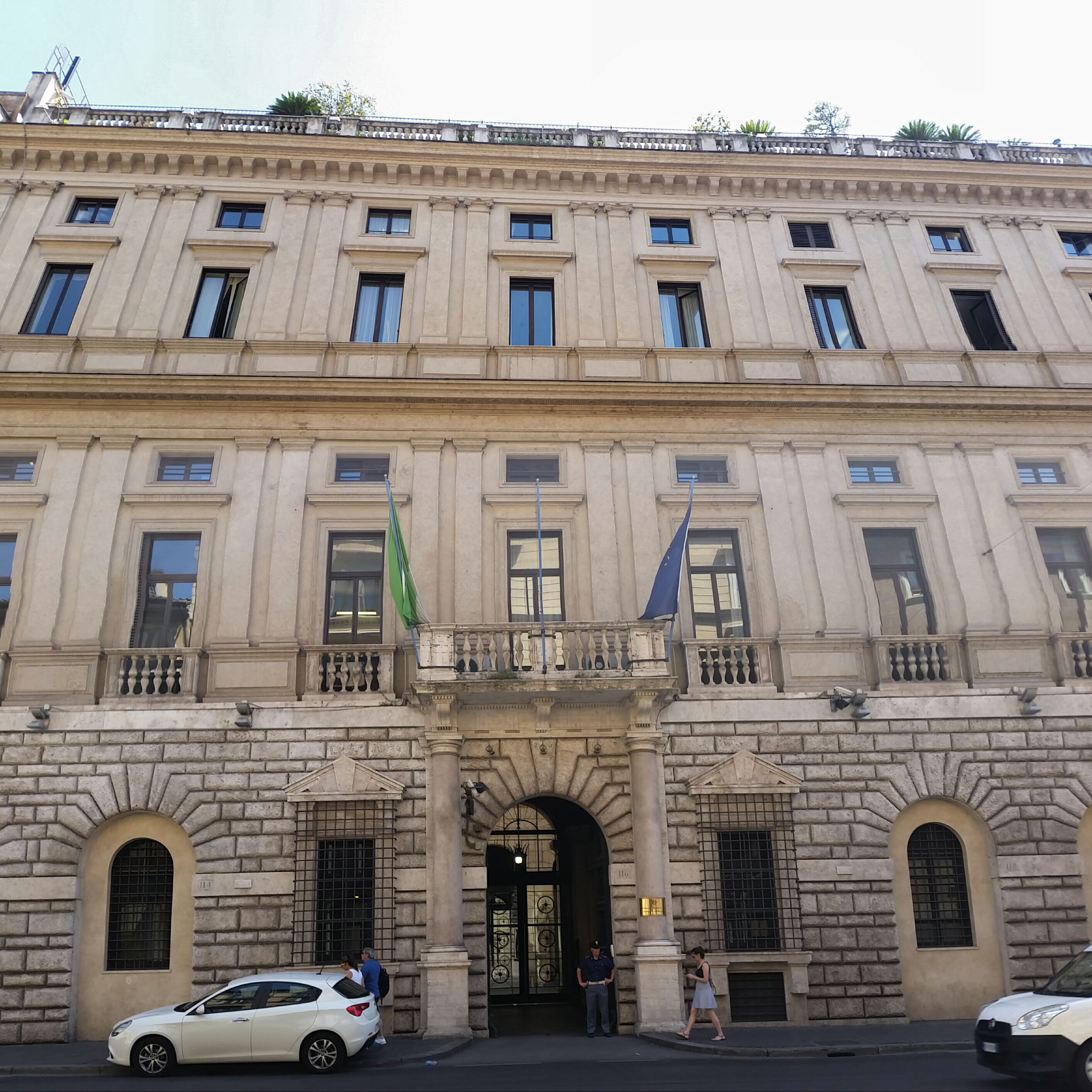
Le Palazzo Vidoni, la façade donnant sur le Corso Vittorio.

Au début du XXe siècle, il fut la propriété de la famille Vitali, notamment du comte Philippe Vitali, pour devenir plus tard, le siège de l'ambassade d'Allemagne et du Palazzo del Littorio. Aujourd'hui, le bâtiment est le siège du ministère de la Fonction publique.

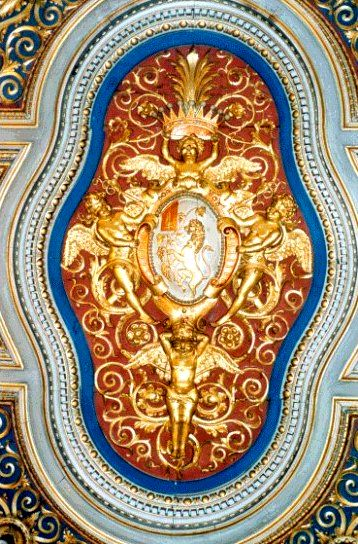
Le blason de la famille Vitali sur le plafond de la salle Raphaël

### Le pacte de Palazzo Vidoni
Le 2 octobre 1925, à l'aube de la dictature, a été signé au palais Vidoni un accord historique entre la Confindustria et la Confédération des sociétés fascistes.

## Caractéristiques stylistiques
Le bâtiment d'origine reflète un modèle et un style qui ne fait pas seulement référence à Raphaël, mais, par-dessus tout, à Bramante, et en particulier au palais Caprini, la résidence de Raphaël. La façade avait sept travées, le rez-de-chaussée est traité avec un bossage rustique. L'œuvre a été par la suite agrandie, et inspirée du travail personnel de Raphaël.

## Patrimoine artistique
Le palais contient, dans la salle Charles V, des fresques représentant des moments de la vie de l'empereur, dont on ignore l'auteur, peut-être de l'école de Perin del Vaga. Les autres fresques, longtemps attribuées à Mengs, ont été récemment attribuées à des artistes romains du XVIIIe siècle (Nicola Lapiccola, Bernardino Nocchi, Tommaso Conca, Ludovico Mazzanti). Dans la cour intérieure sont conservées quelques statues romaines et une fontaine faite à partir d'un sarcophage de la période classique.

## Galerie

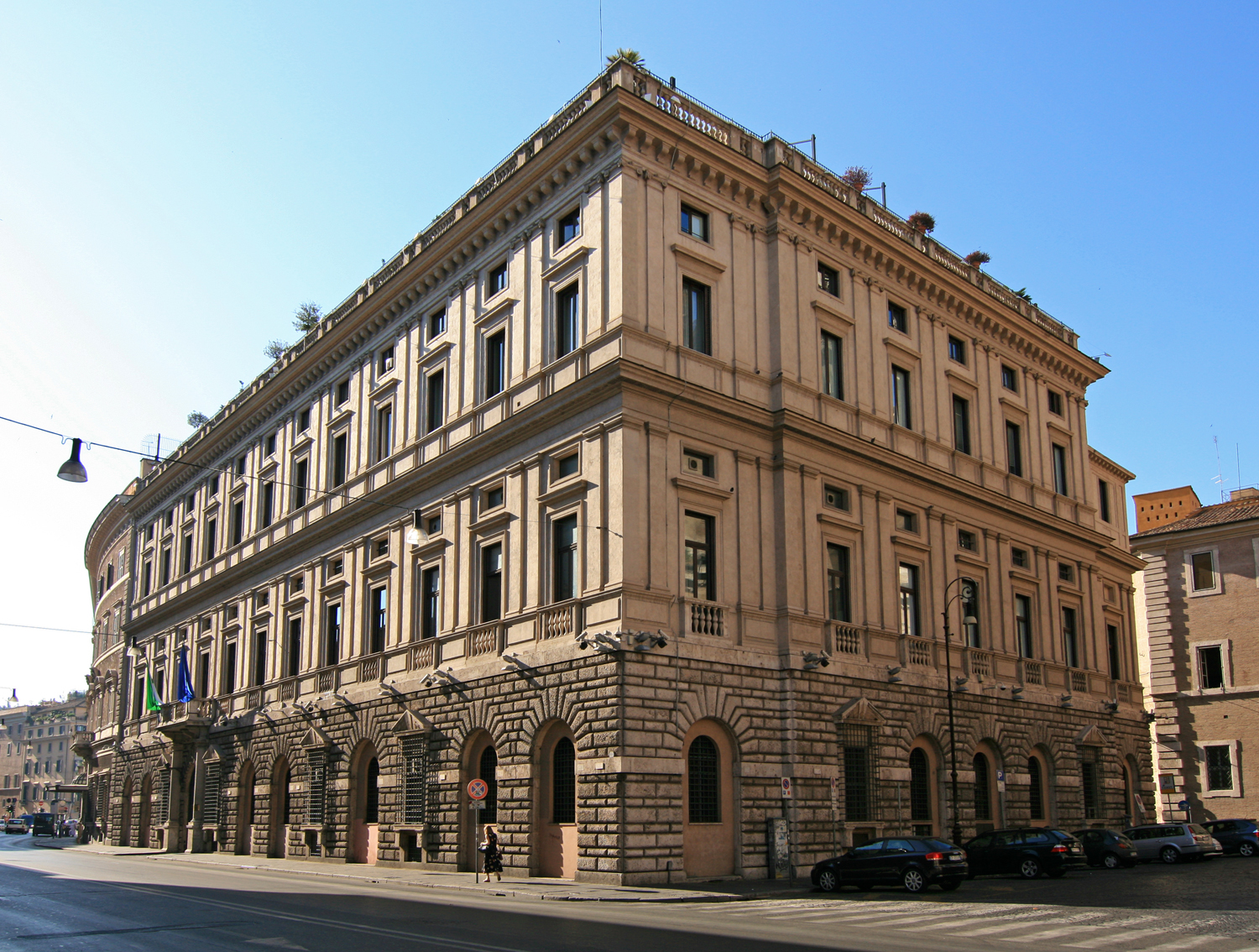
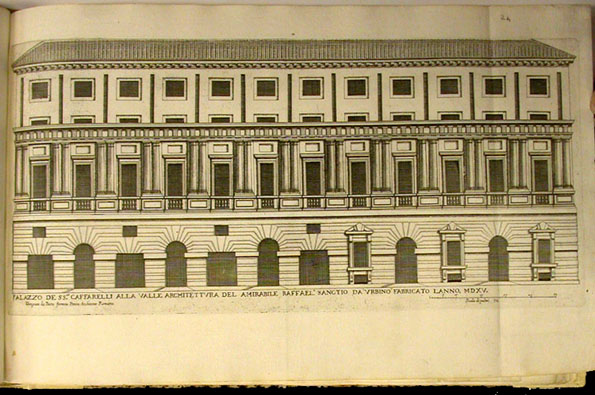
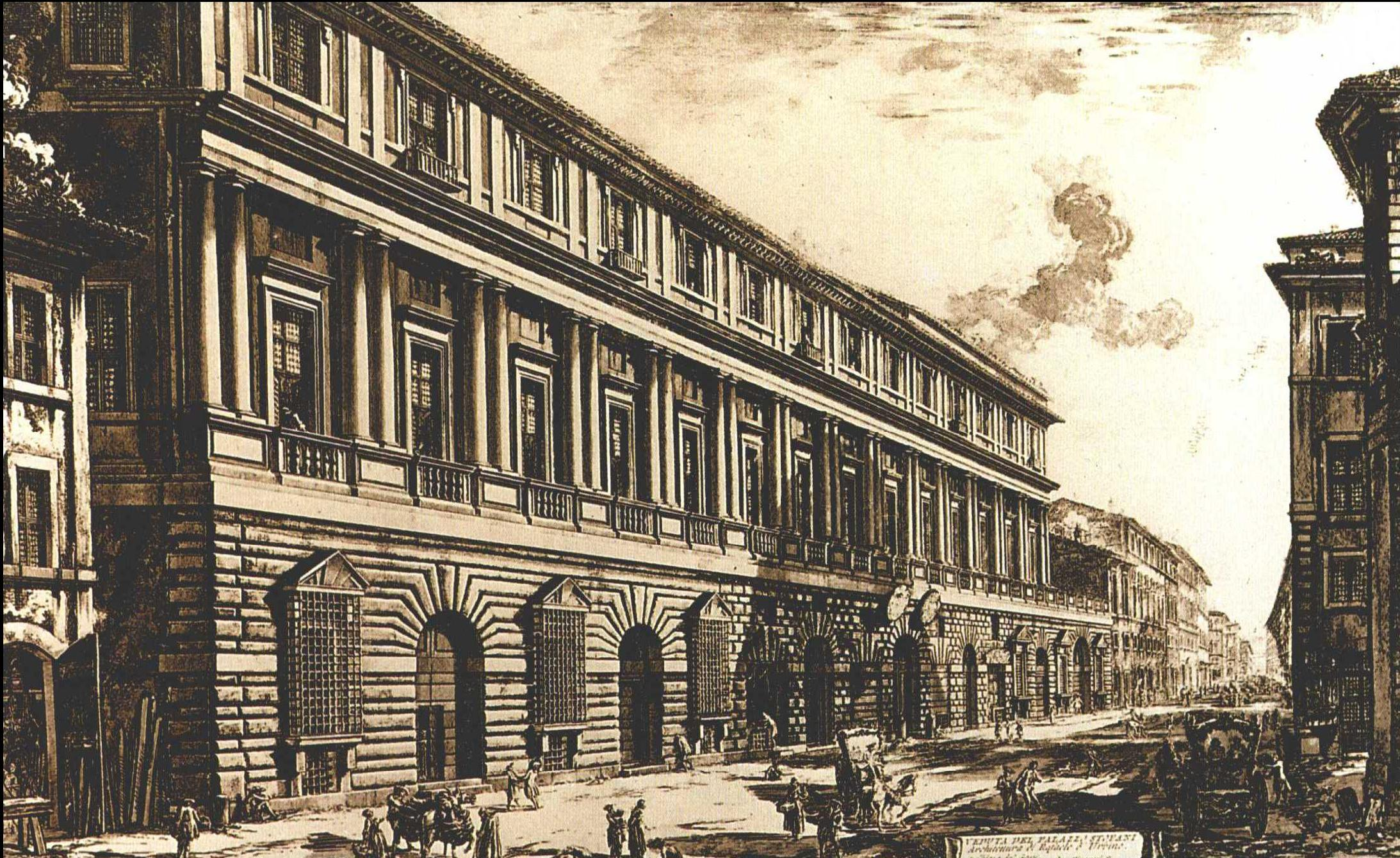